# 인천성리중학교
인천성리중학교(仁川成里中學校)는 대한민국 인천광역시 남동구 구월동에 있는 공립 중학교이다.

## 학교 연혁
- 2004년 12월 1일 : 성리중학교 착공
- 2005년 11월 26일 : 성리중학교 준공
- 2006년 3월 1일 : 성리중학교 개교
- 2006년 3월 1일 : 초대 박임옥 교장 취임
- 2006년 3월 3일 : 제1회 입학식 (10학급 421명)
- 2009년 2월 12일 : 제1회 졸업식 (481명)
- 2022년 9월 1일 : 제8대 노현호 교장 취임
- 2024년 2월 7일 : 제16회 졸업 (252명, 총 4,048명)
- 2024년 3월 4일 : 제19회 입학 (9학급 280명)

## 사진

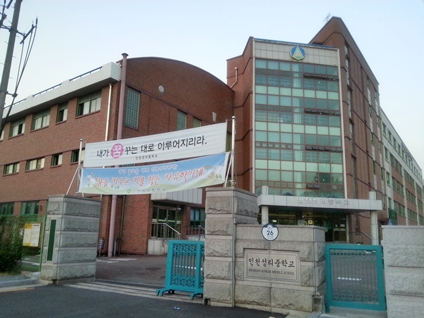
2016년 정문사진

## 참고 자료
- 인천성리중학교 - 한국교육학술정보원 학교알리미